# Furnicoși, Argeș
Furnicoși este un sat în comuna Mihăești din județul Argeș, Muntenia, România.